# Volksbank Wittgenstein
Die Volksbank Wittgenstein eG ist eine deutsche Genossenschaftsbank mit Sitz in der nordrhein-westfälischen Stadt Bad Berleburg im Kreis Siegen-Wittgenstein.

## Geschichte
Die früheste Gründung in der Historie der heutigen Volksbank Wittgenstein eG erfolgte am 7. Februar 1869 im damaligen Berleburg.
Im Jahre 1868 wurde in einer Sitzung des Landwirtschaftlichen Kreisvereins auf Initiative von Landrat Georg Wilhelm von Schrötter die wirtschaftliche Not in der Bevölkerung erörtert. Als Ergebnis wurde die Gründung einer Bank nach dem Raiffeisenschen Vorbild beschlossen. Somit wurde am 7. Februar 1869 der „Darlehenskassen-Verein für das Kirchspiel Berleburg, eingetragener Verein“ gegründet. Im Jahr 1967 fusionierte die dann als Spar- und Darlehnskasse Berleburg eGmbH firmierende Bank mit der Spar- und Darlehnskasse Wingeshausen eGmbH mit dem Sitz in Bad Berleburg-Wingeshausen. Am 27. Juni 1972 wurde die Bank dann als Volksbank Bad Berleburg eGmbH im Genossenschaftsregister eingetragen.
Ebenfalls auf eine Initiative Schrötters ging die Gründung des Credit-Vereins für die Kirchspiele Elsoff, Schwarzenau und Arfeld am 19. Februar 1872 zurück. Hieraus entwickelte sich dann die Volksbank Arfeld e.G.
Für die Gründung des Feudinger Darlehnskassenvereins in Feudingen zeichnete ebenfalls Landrat von Schrötter als maßgeblicher Betreiber. Die Statuten des Feudinger Vereins wurden in enger Anlehnung an die des 1872 gegründeten Laaspher Creditvereins entworfen. Am 24. Juni 1875 fand die Eintragung in das Genossenschaftsregister beim Königlichen Amtsgericht Laasphe statt. Aus dem ehemaligen Darlehnskassenverein wurde die Volksbank Feudingen eG.
Die Volksbank Wittgenstein eG mit Sitz in Bad Berleburg entstand im Jahr 1997 durch die Fusion der Volksbank Feudingen eG mit der Volksbank Arfeld e.G. und der Volksbank Bad Berleburg eG.

## Rechtsverhältnisse
Die Volksbank Wittgenstein eG ist im Genossenschaftsregister beim Amtsgericht Siegen unter GnR 151 eingetragen.

## Organisationsstruktur
Rechtsgrundlagen sind das Genossenschaftsgesetz und die durch die Vertreterversammlung beschlossene Satzung. Organe der Bank sind der Vorstand, der Aufsichtsrat und die Vertreterversammlung.

## Sicherungseinrichtung
Die Volksbank Wittgenstein eG ist der amtlich anerkannten Sicherungseinrichtung des Bundesverbandes der Deutschen Volksbanken und Raiffeisenbanken GmbH und der zusätzlichen freiwilligen Sicherungseinrichtung des Bundesverbandes der Deutschen Volksbanken und Raiffeisenbanken e.V. angeschlossen.

## Geschäftsausrichtung
Die Volksbank Wittgenstein eG betreibt das Universalbankgeschäft. Der Zweck der Genossenschaft ist die wirtschaftliche Förderung und Betreuung der Mitglieder. Gegenstand des Unternehmens ist die Durchführung von banküblichen und ergänzenden Geschäften insbesondere die Pflege des Spargedankens. Die Bank nimmt Spareinlagen sowie sonstige Einlagen an und gewährt bzw. vermittelt Kredite aller Art. Im Verbundgeschäft arbeitet sie mit der DZ Bank, R+V Versicherung, Bausparkasse Schwäbisch Hall, Teambank, VR Leasing, DZ Hyp und der Union Investment zusammen.

## Geschäftsgebiet
Das Geschäftsgebiet liegt im Nordosten des Kreises Siegen-Wittgenstein. Die Bank ist mit fünf Geschäftsstellen im Wittgensteiner Land vertreten. Ihr Geschäftsgebiet umfasst die Städte Bad Berleburg, Bad Laasphe und die Gemeinde Erndtebrück.
An diesen Orten betreibt die Bank Filialen:
- Bad Berleburg (Hauptstelle, jur. Sitz)
- Erndtebrück (Geschäftsstelle)
- Feudingen (Geschäftsstelle)
- Arfeld (Geschäftsstelle)
- Wingeshausen (Geschäftsstelle)